# FDP-Frauen Schweiz

Logo der FDP-Frauen Schweiz

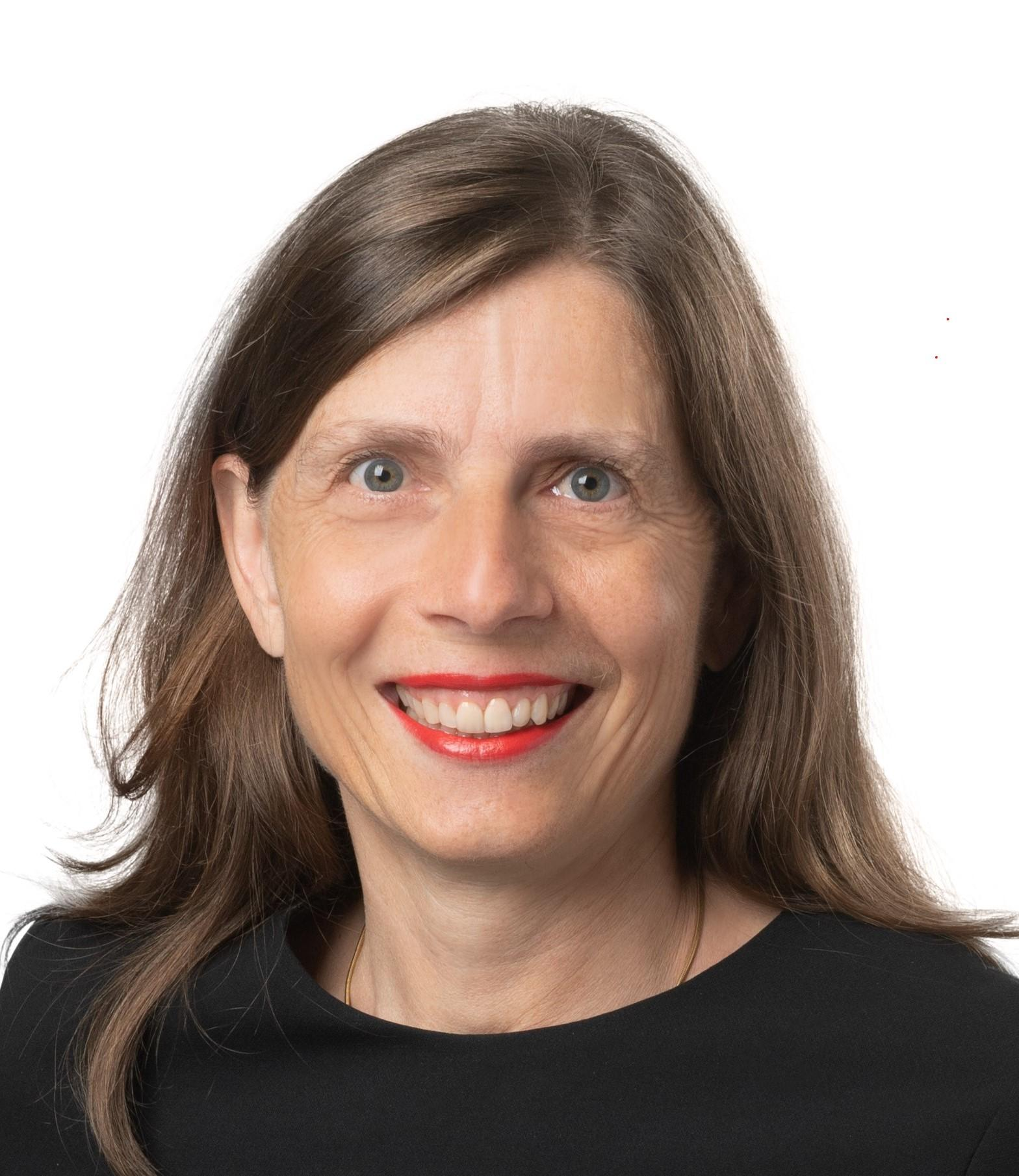
Nationalrätin Bettina Balmer, Präsidentin

FDP.Die Liberalen Frauen Schweiz (kurz FDP-Frauen Schweiz) ist die Dachorganisation für rund 40 kantonale und regionale Frauengruppen der Partei FDP.Die Liberalen. Sie entstand 2007 durch die Fusion der Frauenorganisationen der Freisinnig-Demokratischen Partei und der Liberalen Partei der Schweiz.
Präsidentin ist seit März 2025 Bettina Balmer, Nationalrätin Zürich.

## Ziele und Aufgaben
FDP.Die Liberalen Frauen Schweiz ist ein unabhängiger Verein nach Schweizer Recht (Art. 60 ff. ZGB) mit Sitz in Bern, der jedoch politisch, personell und organisatorisch sehr eng mit der Partei FDP.Die Liberalen verbunden ist. Dementsprechend verfolgen die FDP-Frauen politisch grundsätzlich die gleichen Ziele wie die Mutterpartei, berücksichtigen aber spezifische Frauenanliegen und Gleichstellungsfragen in stärkerem Masse. Ihnen gehören rund 5'000 Kollektivmitglieder aus den kantonalen und regionalen FDP-Liberalen-Frauengruppierungen sowie rund 200 Direktmitglieder an.
Der Verein bietet Rahmen für Kontakte und Austausch unter den Politikerinnen innerhalb der Partei, kanalisiert gegen aussen die Verbindungen zu anderen Frauenorganisationen und tritt auch bei politischen Sachfragen unter eigenem Namen an die Öffentlichkeit. Zu den Anliegen, die die FDP-Frauen Schweiz vertreten, gehören nach eigenen Angaben zum Beispiel die stärkere Partizipation von Frauen in Politik, Wirtschaft und Gesellschaft im Allgemeinen, familienfreundliche Unterrichtsmodelle mit Blockzeiten, flexible Arbeitszeitmodelle, die steuerliche Entlastung von Familien oder mehr Wettbewerb bei den Kinderbetreuungsstrukturen statt ihrer Direktsubventionierung (Betreuungsgutscheine für Familien) im Speziellen.
Vor dem 1. März 2007, der Fusion der Frauenorganisationen der Freisinnig-Demokratischen Partei (FDP) und der Liberalen Partei der Schweiz (LPS), bildete er die schweizerische Dachorganisation der freisinnigen Frauen.

## Bundeshausfraktion
Im März 2007 starteten die FDP-Frauen den ersten eigenen eidgenössischen Wahlkampf ihrer Geschichte, den sie als lohnend bezeichneten, da ihr Anteil im Nationalrat anlässlich der Parlamentswahlen 2007 von 6 auf 8 Mandate erhöht werden konnte. In den Ständerat wurden jedoch 3 anstatt 4 FDP-Frauen gewählt.
2015 wurden nur noch sieben FDP-Frauen in den Nationalrat gewählt, und im Ständerat hat es mit Karin Keller-Sutter nur noch eine FDP-Frau. Somit gehören 8 Parlamentarierinnen der FDP-Liberalen Bundeshausfraktion an.

## Präsidentinnen
- Bettina Balmer, Nationalrätin Kanton Zürich, seit 2025[10]

- Susanne Vincenz-Stauffacher, Nationalrätin Kanton St. Gallen, 2020–2025
- Doris Fiala, Nationalrätin Kanton Zürich, 2017–2020
- Carmen Walker Späh, Kantonsrätin von Zürich, 2010–2017
- Irene Thalmann, Wilen bei Wollerau, Kantonsrätin von Schwyz, ad interim 2010
- Jacqueline de Quattro, Staatsrätin des Kantons Waadt, Lausanne, 2008–2010[11]
- Marianne Dürst-Kundert, Regierungsrätin des Kantons Glarus, Ennenda, 2001–2008[12]
- Sybille Burger-Bono, Grossrätin von Bern, 1997–2001
- Franziska Frey-Wettstein, Kantonsrätin von Zürich, 1991–1997
- Dolly Duc, Präsidentin Freisinnige Frauen Waadt, 1988–1991
- Regula Frei-Stolba, Präsidentin Freisinnige Frauen Aargau, 1983–1988

Frühere Präsidentinnen der FDP-Frauenorganisation siehe Schweizerische Vereinigung der Freisinnig-Demokratischen Frauen.

## Geschichtliches
Die Dachorganisation wurde 1949 unter dem Namen Schweizerische Vereinigung der Freisinnig-Demokratischen Frauen (SVFF) im Vorortssystem durch den Zusammenschluss von freisinnigen Frauengruppen gegründet, welche in verschiedenen Kantonen bereits vor dem Zweiten Weltkrieg existierten. Ziele der Vereinigung waren die Unterstützung der freisinnigen Politik und die Wahrnehmung von Fraueninteressen innerhalb der Freisinnig-Demokratischen Partei. Ihr Hauptanliegen war zunächst die politische Gleichberechtigung der Frauen, die durch die Einführung des Frauenstimmrechts auf Landesebene 1971 eingeführt wurde. Unter den 1971 erstgewählten 12 Parlamentarierinnen der Bundesversammlung waren vier freisinnige Frauen: die damals einzige Ständerätin der Schweiz Lise Girardin sowie die Nationalrätinnen Tilo Frey, Martha Ribi und Liselotte Spreng.
Seit den 70er Jahren rückt die wirtschaftliche und gesellschaftliche Gleichstellung der Frauen in den Mittelpunkt der Forderungen der Vereinigung, auch die SVFF kämpfte für die Verankerung der Gleichberechtigung in der Bundesverfassung, die 1981 erreicht wurde. Die FDP Schweiz gründete 1977 ihre Arbeitsgruppe «Frau und Politik», die sich mit frauenpolitischen Fragen beschäftigte und thematisch sowie personell eng mit der SVFF kooperierte. Aktuelle Themen waren u. a. Mutterschaftsversicherung, 10. AHV-Revision, Schulorganisation, Drogenproblematik, Frau und Gesamtverteidigung.
In den 1980er Jahren gelang es, die Lobbyfunktion richtig zu etablieren: den Frauen in den Berufsverbänden Rückhalt zu geben und ihnen frühzeitig Informationen zu Sachdiskussionen zur Verfügung zu stellen. Mit Elisabeth Kopp portierten die FDP-Frauen 1984 die erste Bundesrätin der Schweiz. Die Annahme eines neuen, partnerschaftlichen Eherechtes war 1985 auch ein Erfolg des gemeinsamen Abstimmungskampfes der Leitung und Basis der SVFF, von FDP-Parlamentariern sowie der Bundesrätin. Später war die Vereinbarung von Beruf und Mutterschaft vermehrt ein Anliegen der SVFF. Aus ihrer Reihe wurde Ursula Widmer-Schmid 1984 als erste FDP-Bundesrichterin gewählt, als erste Frau präsidierte sie ab 1996 das Eidgenössische Versicherungsgericht. Die erste FDP-Regierungsrätin Cornelia Füeg amtete ab 1987, sie war 1991 die erste FDP-Regierungspräsidentin der Schweiz. 1995 wurde Françoise Saudan als erste FDP-Frau zur Ständeratspräsidentin gewählt, der Nationalrat wurde erstmals 1998 von einer freisinnigen Frau, Trix Heberlein, als «höchste Schweizerin» präsidiert. Die erste Bundeskanzlerin der Schweiz Annemarie Huber-Hotz wurde 2000 ebenfalls aus den Reihen der FDP-Frauen gewählt. Mit Ständerätin Christiane Langenberger bekam die FDP Schweiz 2002 erstmals eine Parteipräsidentin.
Von 1949 bis 1991 wurde das Präsidium der freisinnigen Frauenorganisation turnusmässig von den kantonalen Sektionspräsidentinnen gestellt. 1991 wurde die Schweizerische Vereinigung der Freisinnig-Demokratischen Frauen umorganisiert, statt Vorortssystem wurde ein gesamtschweizerischer Verein mit einem gemeinsamen Vorstand ins Leben gerufen. Neu wurde eine Delegiertenversammlung konstituiert, die jährlich tagt und die Präsidentin sowie den Vorstand wählt. Die Vereinigung änderte 1994 ihren Namen in «FDP-Frauen Schweiz». Nach der Fusion mit den Frauengruppen der Liberalen Partei der Schweiz am 1. März 2007 wurde die Dachorganisation zu «FDP Frauen Schweiz – Wir Liberalen» umbenannt, dieser Name wurde bis zur Gründung der «FDP.Die Liberalen» durch Fusion der Mutterparteien FDP und LPS verwendet. Seit 2009 trägt die Organisation wieder den gleichen Namen, wie er schon von 1994 bis 2007 die Frauendachorganisation der Freisinnig-Demokratischen Partei der Schweiz bezeichnete.
Seit 1976 gehört die Präsidentin der jeweiligen schweizerischen FDP-Frauenorganisation ex officio der Geschäftsleitung der Freisinnig-Demokratischen Partei bzw. dem Vorstand der FDP.Die Liberalen an.

## National- und Ständerätinnen
Liste aller Nationalrätinnen (NR) und Ständerätinnen (SR) der Freisinnig-Demokratischen Partei (FDP) und der Liberalen Partei der Schweiz (LPS) 1971–2003 bzw. der FDP-Liberalen Fraktion (ab 2003) in der Bundesversammlung:
| Name                       | Rat | Kanton | Amtsdauer | Besonderes |
| -------------------------- | --- | ------ | --------- | --- |
| Rosemarie Antille          | NR  | VS     | 1989–1991 | (FDP) |
| Geneviève Aubry            | NR  | BE     | 1979–1995 | (FDP) |
| Alma Bacciarini            | NR  | TI     | 1979–1983 | (FDP) |
| Käthi Bangerter            | NR  | BE     | 1995–2003 | (FDP) |
| Monique Bauer-Lagier       | NR  | GE     | 1975–1979 | (LPS) |
| Monique Bauer-Lagier       | SR  | GE     | 1979–1987 | Präsidentin Brot für Brüder 1983–1991 (LPS) |
| Christine Beerli           | SR  | BE     | 1991–2003 | erste Präsidentin der FDP-Fraktion 1996–2003, Präsidentin Pro Juventute 1996–2008, Vizepräsidentin IKRK ab 2008 |
| Michèle-Irène Berger       | SR  | NE     | 1999–2003 | (FDP) |
| Madeleine Bernasconi       | NR  | GE     | 1999–2003 | (FDP) |
| Martine Brunschwig Graf    | NR  | GE     | 2003–2011 | Vizepräsidentin FDP-Liberale Fraktion ab 2008, Staatsrätin von Genf 1993–2005, Präsidentin der Liberalen Partei Genf 1988–1990 |
| Christine Egerszegi-Obrist | NR  | AG     | 1995–2007 | Nationalratspräsidentin 2006/07 (FDP) |
| Christine Egerszegi-Obrist | SR  | AG     | seit 2007 | erste Ständerätin von Aargau, Abgeordnete der Parlamentarischen Versammlung der OSZE |
| Corina Eichenberger        | NR  | AG     | seit 2007 | Präsidentin des Grossen Rates von Aargau 2005/06 (FDP), Präsidentin der GPK-Subkommission Gerichte in NR |
| Susi Eppenberger           | NR  | SG     | 1979–1991 | Vizepräsidentin FDP Schweiz 1985–1993 |
| Doris Fiala-Goldiger       | NR  | ZH     | seit 2007 | Präsidentin der FDP-Frauen Schweiz seit 2017, Präsidentin der FDP des Kantons Zürich 2004–2008, Abgeordnete der Parlamentarischen Versammlung des Europarates seit 2008, Präsidentin von deren Flüchtlingskommission seit 2009                                                                                     |
| Marguerite Florio          | NR  | VD     | 1998–1999 | (LPS) |
| Erika Forster-Vannini      | SR  | SG     | 1995–2011 | Ständeratspräsidentin 2009/2010, Vizepräsidentin der FDP-Liberalen Fraktion 2003–2011, Präsidentin der FDP-Ständeratsgruppe 2003–2008 |
| Tilo Frey                  | NR  | NE     | 1971–1975 | eine der erstgewählten 10 Nationalrätinnen der Schweiz (FDP) |
| Cornelia Füeg              | NR  | SO     | 1975–1983 | Regierungsrätin von Solothurn 1987–1997 (FDP) |
| Gertrude Girard-Montet     | NR  | VD     | 1974–1983 | (FDP) |
| Lise Girardin              | SR  | GE     | 1971–1975 | erste Ständerätin und erste Stadtpräsidentin (Genf) der Schweiz (FDP) |
| Trix Heberlein             | NR  | ZH     | 1991–2003 | erste FDP-Nationalratspräsidentin 1998/99 |
| Trix Heberlein             | SR  | ZH     | 2003–2007 | |
| Gabi Huber                 | NR  | UR     | 2003–2015 | Präsidentin FDP-Liberale Fraktion 2008–2015, Vizepräsidentin FDP Schweiz 2006–2008, Regierungsrätin von Uri 1996–2004 |
| Karin Keller-Sutter        | SR  | SG     | seit 2011 | Ständeratspräsidentin 2017/18, Regierungspräsidentin 2006/07, Präsidentin der Kantonalen Justiz- und Polizeidirektorenkonferenz seit 2010, Präsidentin der FDP des Kantons St. Gallen 1997–2000 |
| Marianne Kleiner           | NR  | AR     | 2003–2011 | Präsidentin a. i. FDP Schweiz 2004–2005, Regierungsrätin von Ausserrhoden 1994–2003, Vorstand FDP-Liberale Fraktion 2003–2011 |
| Elisabeth Kopp             | NR  | ZH     | 1979–1984 | erste Bundesrätin der Schweiz 1984–1989, erste Gemeindepräsidentin der Deutschschweiz (Zumikon) 1974–1984 (FDP) |
| Maya Lalive d’Epinay       | NR  | SZ     | 1999–2003 | Geschäftsleitung FDP Schweiz bis 2004 |
| Christiane Langenberger    | NR  | VD     | 1995–1999 | |
| Christiane Langenberger    | SR  | VD     | 1999–2007 | erste Präsidentin FDP Schweiz 2002–2004 |
| Helen Leumann-Würsch       | SR  | LU     | seit 1995 | Präsidentin der Kommission für Wirtschaftspolitik in NR, Präsidentin Energieforum Schweiz seit 2004 (FDP) |
| Christa Markwalder         | NR  | BE     | seit 2003 | Nationalratspräsidentin 2015/16, Präsidentin der Aussenpolitischen Kommission in NR, Co-Präsidentin FDP-Exponentinnen, Vorstand Jungfreisinnige Schweiz seit 2000, Präsidentin Neue Europäische Bewegung Schweiz seit 2006, Vorstand FDP Schweiz International (FDP), Abgeordnete der Interparlamentarischen Union |
| Isabelle Moret             | NR  | VD     | seit 2006 | Vizepräsidentin des Nationalrates 2017/19, Vizepräsidentin «FDP. Die Liberalen» 2008–2017, Vizepräsidentin der Jungfreisinnigen Schweiz 2000–2002 (FDP) |
| Lili Nabholz               | NR  | ZH     | 1987–2003 | Abgeordnete der Parlamentarischen Versammlung des Europarates 1999–2003 (FDP) |
| Sylvie Perrinjaquet        | NR  | NE     | 2007–2011 | Staatsrätin von Neuenburg seit 2001 (LPS) |
| Barbara Polla              | NR  | GE     | 1999–2003 | Stadträtin von Genf 1993–1996, Präsidentin vom Think-Tank der Liberalen Partei der Schweiz 1996–1999 |
| Martha Ribi                | NR  | ZH     | 1971–1983 | eine der erstgewählten 10 Nationalrätinnen der Schweiz, Vizepräsidentin FDP Schweiz |
| Laura Sadis                | NR  | TI     | 2003–2007 | Staatsrätin von Tessin seit 2007, Co-Präsidentin FDP-Exponentinnen (FDP) |
| Suzette Sandoz             | NR  | VD     | 1991–1998 | ehemaliger Dekan der Rechtswissenschaftlichen Fakultät der Universität Lausanne (LPS) |
| Françoise Saudan           | SR  | GE     | 1995–2007 | erste FDP-Ständeratspräsidentin 2000/01 |
| Daniela Schneeberger       | NR  | BL     | seit 2011 | Landratspräsidentin 2004–2005 |
| Vreni Spoerry              | NR  | ZH     | 1983–1996 | Vizepräsidentin FDP Schweiz 1993–1999, Präsidentin Energieforum Schweiz 1992–2004 |
| Vreni Spoerry              | SR  | ZH     | 1996–2003 | |
| Liselotte Spreng           | NR  | FR     | 1971–1983 | eine der erstgewählten 10 Nationalrätinnen der Schweiz (FDP) |
| Dorle Vallender            | NR  | AR     | 1995–2003 | (FDP) |
| Christine Wirz-von Planta  | NR  | BS     | 2001–2003 | Präsidentin der Basler Bürgergemeinderat (Legislative) seit 2008, Vizepräsidentin der Liberalen Partei der Schweiz 2002–2008, Präsidentin der Liberalen Partei des Kantons Basel-Stadt 1989–1996, Grossrätin des Kantons Basel-Stadt 1984–1996 und 2001–2018                                                       |
| Milli Wittenwiler          | NR  | SG     | 1991–2003 | (FDP) |
| Petra Gössi                | NR  | SZ     | 2011–2013 | Präsidentin der FDP.Die Liberalen 2016–2021 |
| Petra Gössi                | SR  | SZ     | 2023–     | Präsidentin der FDP.Die Liberalen 2016–2021 |
| Johanna Gapany             | SR  | FR     | 2019–     | (FDP) |

## Bundesrätin, Bundeskanzlerin, Bundesrichterinnen, Bundesanwältin
| Name                             | Funktion         | Amt                              | Amtsdauer | Besonderes |
| -------------------------------- | ---------------- | -------------------------------- | --------- | --- |
| Elisabeth Kopp                   | Bundesrätin      | Bundesrat                        | 1984–1989 | erste Bundesrätin der Schweiz, erste Gemeindepräsidentin der Deutschschweiz (Zumikon) 1974–1984, Ehrenbürgerin von Unterbäch seit 1984 (FDP)                               |
| Annemarie Huber-Hotz             | Bundeskanzlerin  | Bundeskanzlei                    | 2000–2007 | erste Bundeskanzlerin der Schweiz (FDP) |
| Marie-Gabrielle Ineichen-Fleisch | Staatssekretärin | Staatssekretariat für Wirtschaft | 2011–2022 | Botschafterin, erste Staatssekretärin der Schweiz |
| Carla Del Ponte                  | Bundesanwältin   | Bundesanwaltschaft               | 1994–1998 | erste Bundesanwältin der Schweiz, Chefanklägerin des UN-Kriegsverbrechertribunals 1999–2007, Schweizer Botschafterin in Argentinien 2008–2011, SwissAward-Preis 2007 (FDP) |
| Lucrezia Glanzmann               | Bundesrichterin  | Schweizerische Bundesgericht     | seit 2011 | |
| Fabienne Hohl                    | Bundesrichterin  | Schweizerische Bundesgericht     | seit 2001 | Präsidentin der II. zivilrechtlichen Abteilung des Bundesgerichts (FDP) |
| Christina Kiss                   | Bundesrichterin  | Schweizerische Bundesgericht     | seit 2003 | (FDP) |
| Ursula Widmer-Schmid             | Bundesrichterin  | Schweizerische Bundesgericht     | 1984–2008 | erste Präsidentin des Eidgenössischen Versicherungsgerichtes 1996–1997 (FDP)                                                                                               |

## Regierungsrätinnen
Frauenmitglieder der Kantonsregierungen: Regierungsrätinnen (R) und Staatsrätinnen (S) aus der FDP und LPS (nicht vollständige Liste):
| Name                       | Amt | Kanton | Amtsdauer | Besonderes |
| -------------------------- | --- | ------ | --------- | --- |
| Dora Andres                | R   | BE     | 1998–2006 | Regierungspräsidentin 2000/2001 (FDP) |
| Martine Brunschwig Graf    | S   | GE     | 1993–2005 | Staatsratspräsidentin 1998/1999 und 2004/2005, Nationalrätin seit 2003, Vizepräsidentin FDP-Liberale Fraktion seit 2008, Präsidentin der Liberalen Partei Genf 1988–1990 |
| Marianne Dürst-Kundert     | R   | GL     | seit 1998 | Erste Frau Landammann 2008–2010, Präsidentin FDP-Frauen Schweiz 2001–2008                                                                                                |
| Dorothée Fierz             | R   | ZH     | 1999–2006 | Regierungspräsidentin 2005/2006 (FDP) |
| Cornelia Füeg              | R   | SO     | 1987–1997 | Nationalrätin 1975–1983, Frau Landammann 1991 und 1995 (FDP) |
| Elisabeth Gander-Hofer     | R   | OW     | 1995–2006 | Frau Landammann 2004/05 (FDP) |
| Esther Gasser Pfulg        | R   | OW     | seit 2006 | (FDP) |
| Esther Gassler-Leuenberger | R   | SO     | seit 2005 | Frau Landammann 2008 (FDP) |
| Ursula Gut-Winterberger    | R   | ZH     | seit 2006 | (FDP) |
| Gabi Huber                 | R   | UR     | 1996–2004 | erste Frau Landammann (2002–2004), Präsidentin FDP-Liberale Fraktion seit 2008, Vizepräsidentin FDP Schweiz 2006–2008, Nationalrätin seit 2003                           |
| Beatrice Jann              | R   | NW     | seit 2002 | Frau Landammann 2006/07 (FDP) |
| Karin Keller-Sutter        | R   | SG     | seit 2000 | Regierungspräsidentin 2006/07, Präsidentin der Kantonalen Justiz- und Polizeidirektorenkonferenz seit 2010, Präsidentin der FDP des Kantons St. Gallen 1997–2000         |
| Marianne Kleiner           | R   | AR     | 1994–2003 | erste Frau Landammann 1997–2000, FDP-Präsidentin a. i. 2004–2005, Nationalrätin seit 2003, Vorstand FDP-Liberale Fraktion seit 2003                                      |
| Marianne Koller-Bohl       | R   | AR     | seit 2003 | Vizepräsidentin der FDP Appenzell Ausserrhoden 2001–2005 |
| Marina Masoni              | S   | TI     | 1995–2007 | erste Staatsratspräsidentin 1998, 2000 und 2005, Vizepräsidentin FDP Schweiz 2004–2006                                                                                   |
| Jacqueline Maurer-Mayor    | S   | VD     | seit 1997 | Staatsratspräsidentin 2000 und 2004 (FDP) |
| Stefanie Mörikofer         | R   | AG     | 1993–2000 | erste Regierungspräsidentin 1997/98 (FDP) |
| Sabine Pegoraro            | R   | BL     | seit 2003 | Regierungspräsidentin 2012/13 und 2007/08, Präsidentin FDP Baselland 2000–2002                                                                                           |
| Sylvie Perrinjaquet        | S   | NE     | seit 2001 | Staatsratspräsidentin 2004–2005 und 2006–2007, Nationalrätin seit 2007 (LPS)                                                                                             |
| Jacqueline de Quattro      | S   | VD     | seit 2007 | Präsidentin der Konferenz der lateinischen Staatsräte für Sicherheit und Bevölkerungsschutz seit 2008, Präsidentin der FDP-Frauen Schweiz 2008–2010 (FDP)                |
| Isabel Rochat              | S   | GE     | seit 2009 | Gemeindepräsidentin von Thônex 2003 und 2007 (LP Genf) |
| Laura Sadis                | S   | TI     | seit 2007 | Nationalrätin 2003–2007, Präsidentin der FDP-Grossratsfraktion –2003, SNB-Bankratsmitglied seit 2007                                                                     |